# Tre gringos
Tre Gringos är en låt som i original spelades in av hiphopgruppen Just D på albumet "Plast" 1995 och kom att bli något av en landsplåga. Låten hade ursprungligen ett doo wop-arrangemang.
I samband med Grammisgalan 1996 framförde Just D låten tillsammans med dansbandet Thorleifs. Denna version gjorde låten till en dansbandslåt med saxofonarrangemang. Denna version gavs också ut på singel, vilken direkt placerade sig i toppen på försäljningslistan för singlar i Sverige. Den låg på Svensktoppen i sammanlagt 13 veckor under perioden 16 mars-8 juni 1996, med andraplats som bästa placering där .
Inspelningen med Just D och Thorleifs låg på Trackslistan i nio veckor under perioden 9 mars-4 maj 1996. Det blev Thorleifs enda låt på Trackslistan, där dansband var mycket ovanligt under 1980- och 90-talen.
Texten handlar om hur några personer en morgon ser en annons om en saxofon som de blir sugna på att köpa, och reser med blå linjen från Fridhemsplan ut till en förort för att göra det. Väl där stöter de på kulturliv som historiskt sett inte förknippats särskilt mycket med Norden, och texten beskriver känslan av hur det moderna livet förändrar världen och får människor att känna att den blir "mindre". Troligen gjorde saxofontemat att versionen med Thorleifs gjordes, då saxofonen är det instrument som Thorleifs starkt kommit att förknippas med.
I Dansbandskampen 2008 framfördes låten av Nizeguys.

## Listplaceringar
| Lista (1996) | Topplacering |
| ------------ | ------------ |
| Sverige      | 3            |